# Campyloneurus umbratilus
Campyloneurus umbratilus är en stekelart som först beskrevs av Cameron 1899.  Campyloneurus umbratilus ingår i släktet Campyloneurus och familjen bracksteklar. Inga underarter finns listade.